# Erin Sanders
Erin Zariah Sanders (Santa Monica, Californië, 19 januari 1991) is een Amerikaanse actrice. Ze speelt onder meer Quinn Pensky in de televisieserie Zoey 101.
Sanders begon te acteren op haar negende. Een agent die haar koekjes zag verkopen voor haar scouting ontdekte haar. Later speelde ze in korte films en gastrollen in televisieseries. Ze had onder andere rollen in 8 Simple Rules, Judging Amy, Strong Medicine, Carnivàle en American Dreams. Ze speelde in reclamespotjes voor T-Mobile (met Catherine Zeta-Jones) en SBC Communications (met Joe Pesci).
Sanders won in 2008 een Young Artist Award voor beste actrice in een bijrol in een tv-komedie. Sanders won in 2006 en 2007 al Young Artist Awards voor beste groepsprestatie in een televisieserie. In 2005 ontving ze een nominatie voor een Women's Image Network Award voor haar rol als Quinn in de Zoey 101 aflevering "Quinn’s Date", in 2004 voor een Young Artist Award voor haar rol in Carnivàle en in 2003 voor een Young Artist Award voor haar rol in Never, Never.